# Fractus
Les fractus sont des nuages en forme de lambeaux irréguliers, ayant un aspect nettement déchiqueté et sans base distincte. Il s'agit de nuages en formation ou en décomposition qui se retrouvent le plus souvent sous la base d'autres nuages plus importants. Ce terme s'applique seulement aux stratus et cumulus. Un type particulier de fractus est le pannus.

## Formes
Le fractus  est une espèce de nuage des genres cumulus et stratus. Il se forme dans des zones autour de ces nuages où les conditions de soulèvement et d'humidité sont irrégulières. Les cumulus fractus peuvent devenir des cumulus humilis et les stratus fractus des stratus, ou bien se dissiper complètement.

### Cumulus fractus

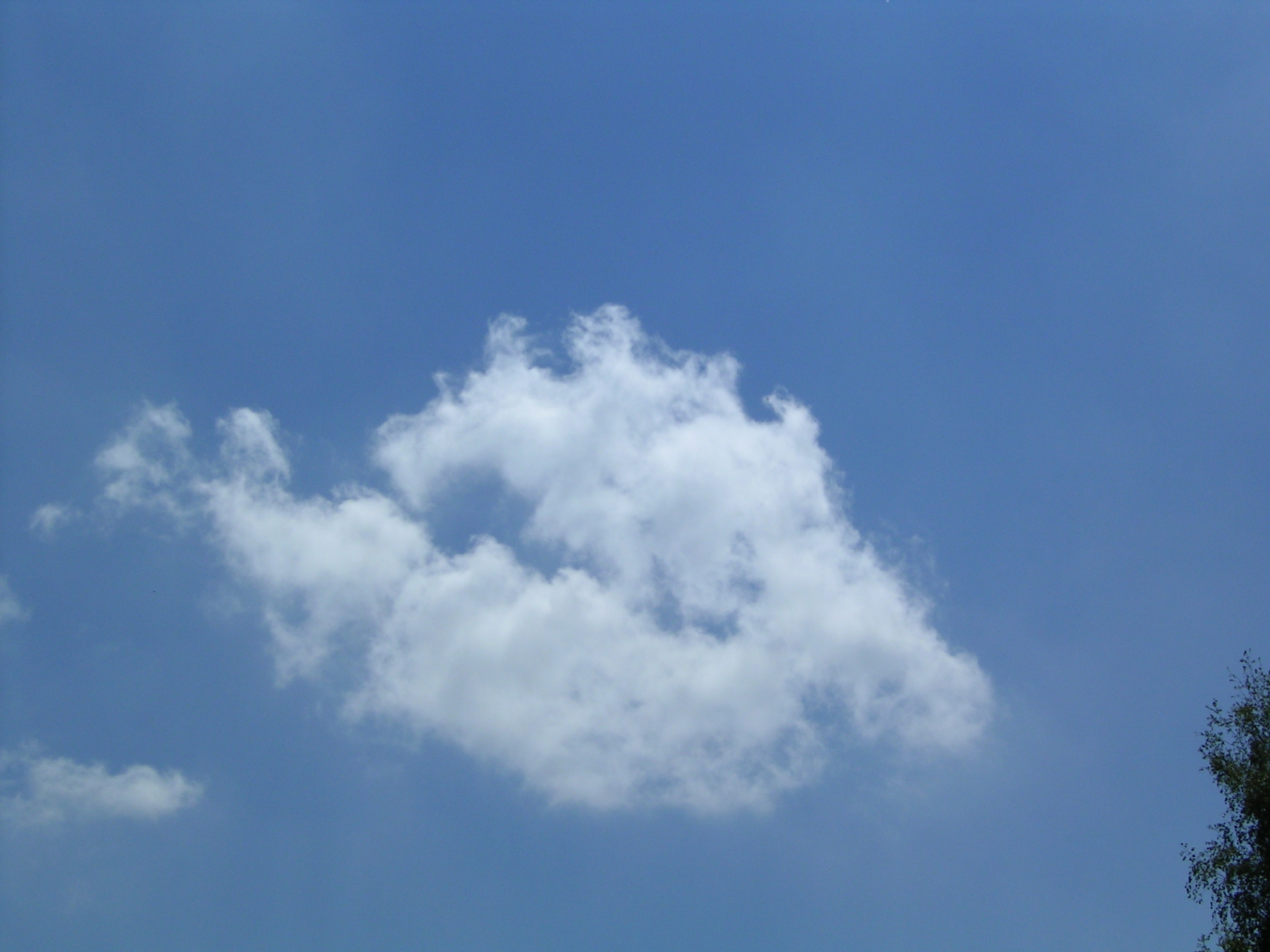
Cumulus fractus

Les cumulus fractus, rassemble essentiellement aux cumulus de mauvais temps mais n'ont qu'une faible extension verticale. Leurs contours déchiquetés se modifient de façon continue et souvent rapide. Ces petits cumulus apparaissent alors en qualité de « nuages annexes » sous les nuages porteurs de pluie : altostratus, nimbostratus  et cumulonimbus. Il ne produisent cependant pas de pluie eux-mêmes.
Toutefois, des nuages de cette espèce, très légers et fugaces, peuvent aussi se développer dans un ciel de beau temps. Les pilotes de planeur et les parapentistes guettent ces fragments de nuages qui peuvent être le prélude de cumulus humilis plus développés. Ces barbules sont des marqueurs de courants ascendants. Sous les gros cumulus ou cumulonimbus, la base du nuage est très large et on peut trouver de fortes descendances sous le nuage même. Les barbules sont alors des marqueurs de la zone où se situent les ascendances.

### Stratus fractus

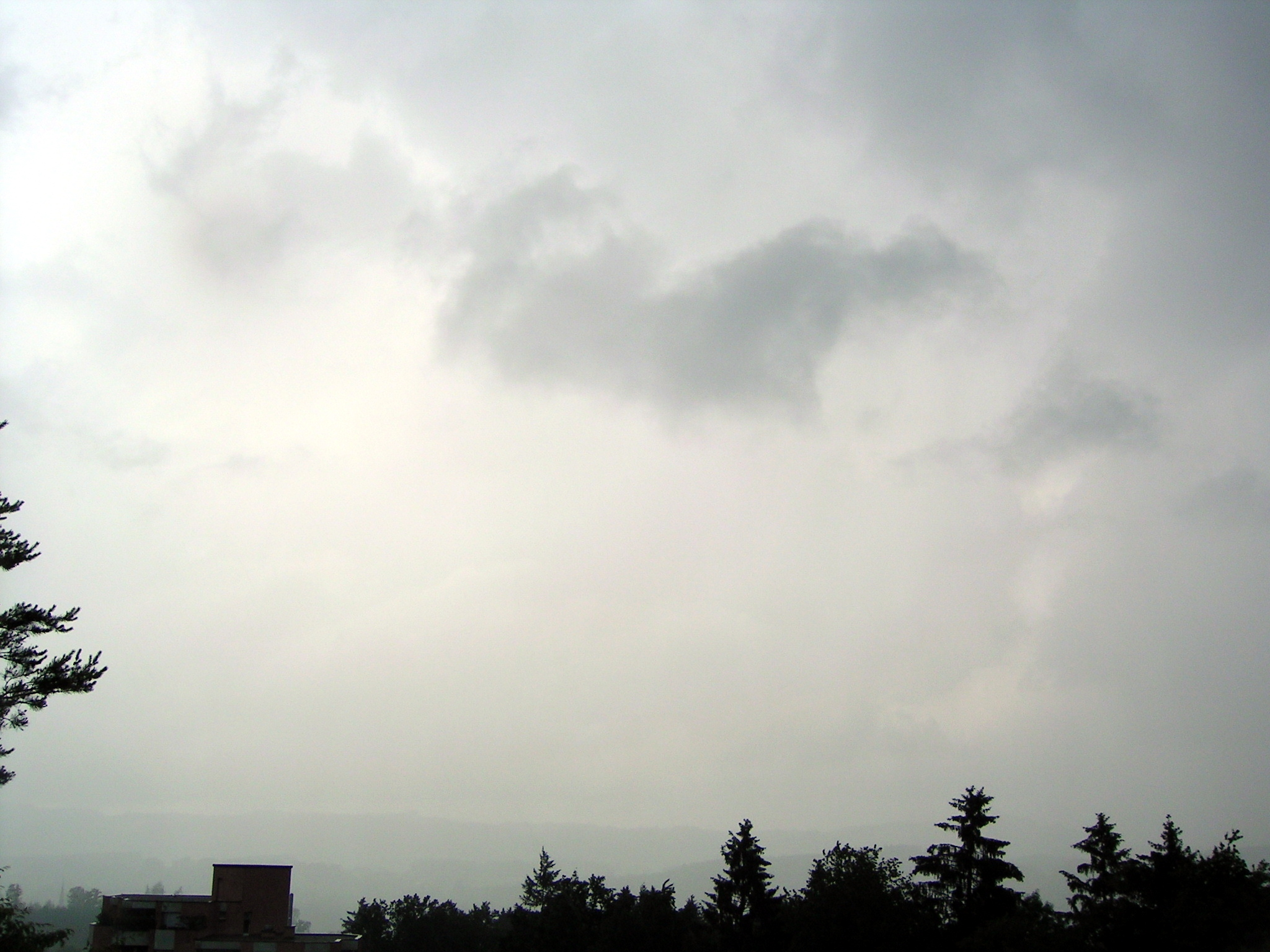
Stratus fractus effilochés (pannus) sous la base d'un épais nimbostratus

Le stratus fractus se présente sous forme de bancs déchiquetés naissant dans des poches d'air humidifiées à saturation et refroidies par des ascendances ou par l'évaporation de gouttes sous un nuage plus important comme un nimbostratus ou un cumulonimbus. 
Sous cumulonimbus, ils indiquent l'endroit où se rencontrent le courant ascendant et l'air humidifié par les précipitations des courants descendants de flanc avant et arrière. Ils peuvent donc parfois former une couche continue se déplaçant avec le front de rafales, plus rapidement que le nuage au-dessus d'eux, et peuvent former un arcus quand ils atteignent la bordure avant d'un orage. Ils peuvent aussi se diriger vers le courant ascendant et former le nuage-mur. 